# Crítica literària feminista

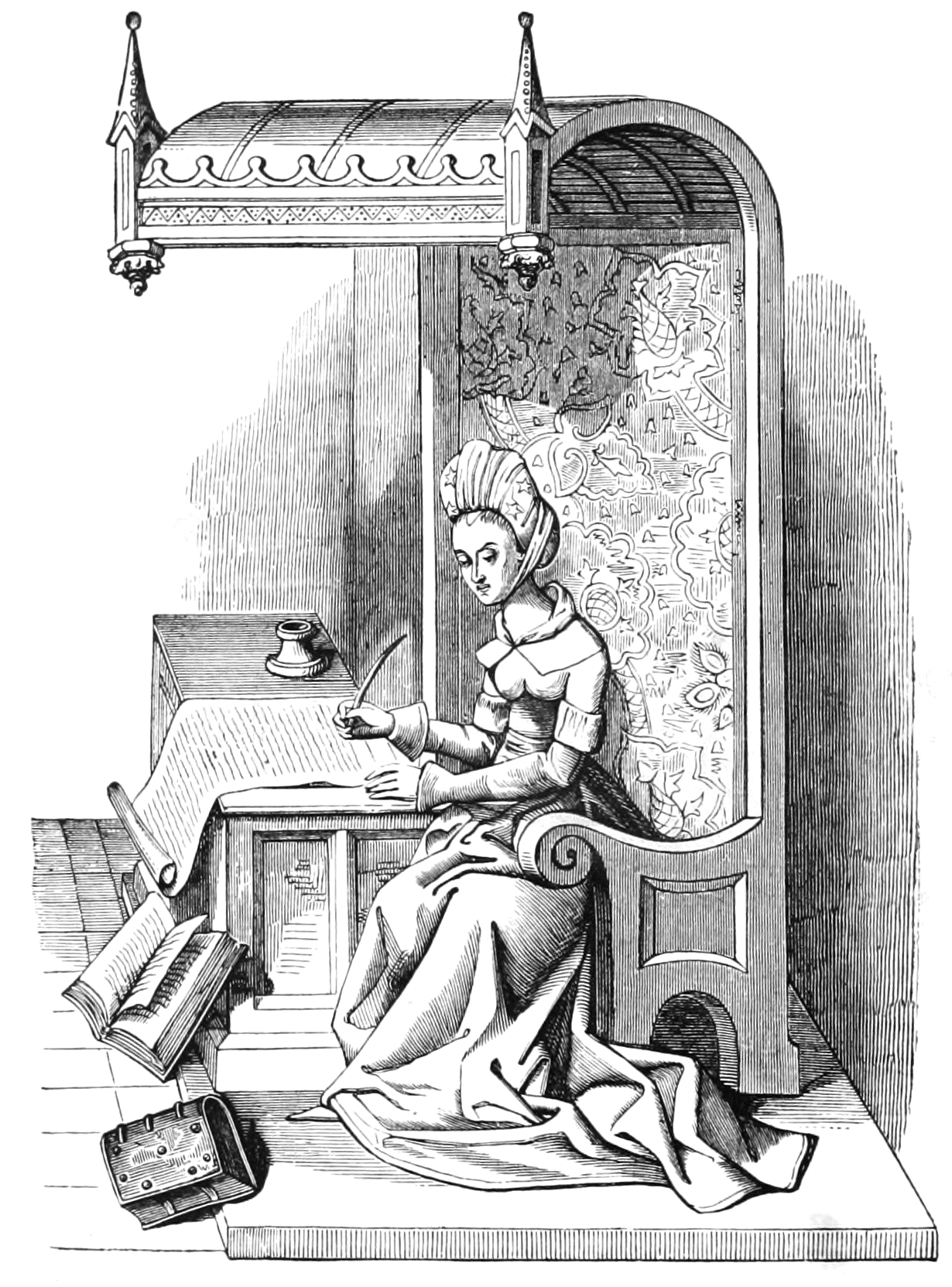
L'escriptora Christine de Pisan, segle XV-XVI.

La crítica literària feminista és un corrent de la teoria de la literatura que busca aplicar els principis del feminisme a la crítica literària, de manera que es rellegeixin les obres des d'una òptica no patriarcal.
Com a corrent autònom sorgeix a partir dels anys 60 del segle XX i es relaciona amb els estudis culturals. Presenta influències de la teoria del feminisme de la segona i tercera onades, del postfeminisme, de l'escola de Frankfurt, el postmodernisme i el postestructuralisme, així com els avenços des de la pragmàtica lingüística. Algunes de les figures més destacades d'aquest moviment són: Mary Ellman, Hélène Cixous, Luce Irigaray, Julia Kristeva o Hazel Carby.
Posteriorment s'ha estès a la crítica del cinema i del discurs en general.

## Introducció
L'objecte de la història de la literatura és la historia de l'efecte o dels efectes que les obres han causat en els lectors i lectores a cada moment, inclòs el de la seva producció. En aquest context, la Crítica literària estudia els processos de recepció de l'obra literària analitzant les operacions de lectura des de les perspectives històrica i fenomenològica, en l'estètica de la recepció, segons la cultura i la seva relació amb el poder en els estudis postcolonials i culturals i segons el gènere en el feminisme, un moviment polític que lluita contra l'exclusió de les dones de l'àmbit cultural, social, política i intel·lectual.
Les aportacions teòriques i pràctiques del moviment feminista van canviar radicalment el pensament intel·lectual, sobretot a partir dels anys seixanta del segle xx. La crítica i la interpretació literàries comencen a considerar-se un acte polític i es va a evidenciar la impossibilitat de l'objectivitat en el procés d'hermenèutica literària.
La crítica literària feminista, evidencia que no es pot parlar de feminisme sinó de feminismes quan s'estudia la literatura des de la perspectiva del gènere. Les aportacions rellevants del feminisme a la crítica literària son:
1. L'estatut de l'escriptura femenina: existeix? és diferent? quines característiques té?.
2. La lectura en clau de dona, com a receptora, així com que gairebé de manera general les obres son pensades per i per a homes; suscitant tot plegat una reflexió sobre les imatges de la dona i de l'home en la literatura establerta.
3. La revisió del cànon literari, la crítica dels mecanismes de selecció i la recuperació de la tradició literària femenina després de segles de menyspreu.

## Teoria feminista: terminologia[2]

### Gènere i sexe
El concepte gènere inclou el significat social, cultural i psicològic que s'imposa sobre la identitat sexual biològica. Per tant, està definit per la cultura, la societat i la història, i no pas per la naturalesa. Va formular-se als anys setanta del segle XX a partir dels estudis feministes en el camp de l'antropologia.
| «                            | ...el gènere és matèria d'educació i no de natura, el paper assignat convencionalment als homes i a les dones en les novel·les reflecteix la historia i la cultura, més transcendents...Si la literatura expressa el gènere, juntament amb la classe i la raça, la crítica hi ha de llegir la cultura i la ideologia. | » |
| — Myra Jehlen, Gender (1990) | |   |

Per tant, el nostre cos no és solament una entitat biològica, sinó que està inscrit socialment i marcat històricament: és un producte que té un significat psíquic i social que es impossible de separar de les estructures polítiques i culturals en què es produeix i es manté. És a dir l'especificitat femenina no hi està separada de la institució de classe, de l'etnicitat i d'altres eixos de relacions de poder que constitueixen la identitat.
La crítica feminista dels anys noranta del segle XX ha centrat els seus debats en la definició del concepte gènere. És fonamental, el llibre de Judith Butler El problema del gènere (1990), que pren com punt de partida la intenció del feminisme de situar les dones com un subjecte que exigeix una representativitat política que aleshores encara no té, ni se l'hi reconeix.
Segons Butler, el gènere no s'hauria de concebre únicament com la inscripció cultural del significat sobre un sexe determinat: el gènere ha de designar també el mateix aparell de producció mitjançant el qual els gèneres s'estableixen.

### Escriure com a dona:"Écriture féminine"
Les diferències entre l'escriptura masculina i femenina han estat estudiades per la crítica feminista, tan en el'àmbit de l'ús sexista del llenguatge, com de la possibilitat d'una frase femenina, en el marc textual, amb totes les seves complexitats. Les dones es troben dins i fora del text, ja que pel fet de ser dones es troben fora del corrent principal de la cultura, i és per aquest motiu que han de cercar la seva semblança i la seva diferència amb la cultura masculina. La literatura que representa una autoria masculina es produeix sota circumstàncies diferents i que, fins i tot, es posa al mercat amb estratègies diferents que la femenina. Els textos escrits per dones es produeixen i es reben de manera diferent dels produïts per homes.
La pensadora feminista Hélène Cixous ha utilitzat el concepte d'escriptura femenina, i també ha parlat d'escriure amb el cos. La seva proposta presenta una escriptura produïda fora de la concepció de la dona com a objecte de desig, de manera que inventa un futur d'escriptura femenina on la subjectivitat troba la seva expressió en la sexualitat femenina. Per a Cixous, el cos de la dona és una metonímia que pot tenir una representació textual: és una font d'energia, de vitalitat i de força per a l'escriptura femenina. Com a escriptora, treballa amb els significats de les paraules i els fa vibrar en una multitud de sentits semàntics. A més, barreja els gèneres literaris i estableix un diàleg amb els textos a partir de la seva subjectivitat.
L'escriptura femenina es presenta com una possibilitat de subvertir l'autoritat patriarcal posant en circulació alló que es femení. El cos de la dona no té mai un estatut referencial independent de la mediació lingüística o textual: la sexualitat femenina és empre l'efecte de la representació o de la inscripció del cos femení en el text.
La teórica francesa Luce Irigaray també ha situat el punt de partida de la consciència femenina en els cossos de les dones, el seu autoerotisme i el plaer sexual femení, el goig, precisament perquè el gaudi femení ha estat absent o poc representat en el discurs masculí. Cixous i Irigaray tenen en comú que oposen l'experiència corporal de les dones als esquemes fàl·lics i simbòlics del pensament occidental. Totes dues són les principals representants de l'anomenat feminisme francès. Una obra destacada on es fan servir les propostes de l'escriptura femenina esmentades és l'exquisida epopeia feminista Les Guérillères de Monique Wittig.
Per la seva banda, Julia Kristeva ha partit de psicoanàlisi, sobretot de Jacques Lacan, per a tractar la impossibilitat de representar alló femení, i ha intentat compaginar una posició teòrica sobre la construcció del món simbòlic amb una comprensió del paper que té allò simbòlic en el món material. També per a ella, el llenguatge i el consentiment del món estan estretament units a la sexualitat.

### Llegir com a dona
La teoria feminista ha fet seva la premissa que el significat no es troba en els textos, sinó que és fruit d'una negociació i d'un conjunt de relacions dins del sistema social en què el text es produeix i es consumeix: l'acte individual de la lectura té un paper en els discursos col·lectius. El gènere de la persona que llegeix té una funció decisiva en la construcció de la seva interpretació. És per això que la crítica literària feminista ha reivindicat per a la lectora un paper actiu que resisteixi la lectura androcèntrica dominant dels textos.
La crítica literària feminista ha demostrat que el punt de vista narratiu és normalment masculí i cerca la complicitat del lector amb els valors i les implicacions del text. Per això, llegir com a dona s'ha entès sovint com a llegir a contracorrent.
Llegir, vol dir aprendre tot un seguit de convencions sobre la manera com circulen els textos. Llegir d'una manera feminista, doncs, vol dir descobrir com el gènere s'inscriu en el text, i fer-lo visible. Des de la crítica feminista, s'han estimulat lectures que permeten mostrar la multiplicitat de significats dels textos, les seves ambigüitats i les seves contradiccions.

## Revisió feminista del cànon literari
Un dels primers projectes de la crítica feminista angloamericana, que sorgeix a Anglaterra i als Estats Units a la fi dels anys seixanta del segle xx, fou la revisió dels textos que eren considerats patrimoni del cànon tradicional de la literatura anglesa. Això va fer palesa l'homogeneïtat del cànon literari que predominava en aquell moments dins de la institució universitària, que privilegiava autors de sexe masculí, blancs, de classe mitjana i heterosexuals.
També va mostrar que l'elecció d'unes obres i no unes altres no era arbitraria ni tampoc desinteressada. A més, va negar que el canon fos el compendi dels valors compartits per tota la societat, i va demostrar que les dones amb prou feines havien tingut veu en la seva composició.
Per Adrianne Rich l'acte de rellegir un text canònic, es una "revisió", per tot alló que té de mirar un text conegut amb ulls frescos i renovats; ho considera un acte de supervivència per a les dones.
En un primer estadi, aquesta relectura va a centrar-se en la crítica d'imatges de la dona, analitzant la forma i la funció del personatges femenins en els textos. Aquí podem citar a Kate Millet i la seva obra Política sexual (1969), on realitza una síntesi, que es pot considerar pionera, de les imatges literàries, socials i històriques de la masculinitat, va obrir una fissura en la visió androcèntrica de la cultura vigent fins aleshores.
Totes aquestes aportacions, de la crítica feminista angloamericana, a la revisió del cànon literari tradicional han sigut essencials per la crítica feminista; desemmascarant la seva parcialitat, subjectivitat i androcentrisme i denunciant la seva política de l'oblit. Per això, tants textos escrits per dones a la història literària haurien estat deixats de banda o abandonats als marges de la cultura, de tant en tant s'hauria llegit la diferència que suposa l'autoria femenina com una inferioritat per al cànon literari tradicional.
Un exemple d'aquest tipus de crítica literària en la literatura catalana sería l'anàlisi del personatges femenins que apareixen, a les obres Drames rurals (1905) i Solitud de Victor Català envers els que apareixen a Els sots feréstec (1901) o Les multituds (1906) de Raimon Caselles.

### Obertura del cànon literari
La crítica literària feminista ha demostrat que l'escriptura femenina s'ha considerat tradicionalment una excepcionalitat; la escriptura masculina seria la norma i la femenina sería un "cas especial", dit amb un tó negatiu i pejoratiu. Joana Russ a la seva obra How to supress Women's Writting (1983) exposa que les escriptores són tractades com casos d'anormalitat mitjançant una sèrie d'actituds de menyspreu, menysvaloració o negació segons el grau d'hostilitat.
El fet que la literatura produïda per dones sigui valorada i jutjada en els termes que hem vist es deu, en gran part, al fet que s'apliquen als textos escrits per dones les mateixes qualificacions crítiques que si els textos fossin dones. així, s'actua sobre els textos amb les mateixes restriccions, se'ls qualifica amb els mateixos atributs, amb què generalment es caracteritza el sexe femení. Per aquesta raó, els adjectius que s'han aplicat a la literatura escrita per dones són els de: massa emocional, irracional, impulsiu, sense forma, histèric, etc.
De l'absència d'escriptores en el cànon literari va parlar Virginia Woolf a Una cambra pròpia (1929) on evidència que l'escriptura no podria ser una professió per a les dones fins que no poguessin gaudir d'una independència física, mental i material que els permetés exercir l'activitat d'escriure amb tota llibertat. A més, Woolf va denunciar que s'ha produït una discriminació amb l'escriptura femenina no solament quant a la forma, sinó també quant als temes, quedant molt llibres fora del cànon pel seu contingut.
La societat patriarcal ha reduït el lloc de les dones a l'esfera d'alló domèstic, d'alló privat. Aquest àmbit reduït en què habiten les dones ha condicionat la seva visió del món, visió que es reflecteix a les obres, de manera que els seus temes han estat majoritàriament referits a l'esfera de la domesticitat: això s'ha considerat una restricció. Segons, Elaine Showalter (1972), ha existit una operació d'aplicació d'un criteri doble duta a terme a la literatura anglesa durant el segle XX que restringia severament els temes sobre els quals podien escriure les escriptores i després castigava a la vegada el seu treball per ser d'un contingut tan restringit.
Cal encara aprofundir i estudiar com la crítica ha tractat els llibres escrits per dones en la literatura catalana i prendre en consideració quantes escriptores han estat negligides del cànon literari català; poetes com Maria Antònia Salvà, Clementina Arderiu, Rosa Leveroni i autores com Palmira Ventós (amb el pseudònim de Felip de Palma) i Carme Montoriol.

### Creació d'un cànon femení
El segon repte ha estat el de crear un cànon a part habitat només per escriptores, on els clàssics només serien fruit de l'escriptura de dones. Això qüestiona radicalment la visió androcèntrica del mòn i constitueix un desafiament a qualsevol intent de considerar el discurs masculí com el discurs universal.
Elaine Showalter, al seu llibre A Literature of Their Own (1977), identifica una subcultura femenina en la qual la ficció constitueix un document de les experiències de les dones. Es fa evident l'existència d'una intertextualitat en els llibres escrits per dones: les escriptores s'han llegit i rellegit les unes a les altres. Segons això, les obres literàries no són obres d'art individuals, sinó que són produccions textuals que es troben en una xarxa de reescriptura que constitueix la tradició literària femenina.
Showalter, va proposar el terme Ginocriticisme per a referir-se a l'estudi de la dona com a escriptora: “la construcció d'una infraestructura feminista per a l'anàlisi de la literatura femenina basada en models originals basats en l'estudi de la pròpia experiència femenina en comptes d'adaptar-se als models i teories masculines”, la qual no afecta exclusivament a la literatura femenina, sinó pràcticament qualsevol àmbit en el qual la dona es veu involucrada: la historia, l'estil, els temes, el gèneres literaris i les estructures de l'escriptura femenina, a més de la psicologia i la dinàmica de la creativitat femenina, les possibilitat de fer de la escriptura una carrera, l'evolució i les lleis de la tradició femenina.
L'obra més influent que la ginocrítica ha produït ha estat La loca del desván (1979) de Sandra M. Gilbert i Susan Gubar, on demostren com les imatges que utilitzen les escriptores -com ara els espais tancats, la bogeria, les malalties- revelen estratègicament les seves ansietats cultural i socials davant de l'escriptura i de la creativitat. Aquestes autores van estendre el seu estudi a les escriptores del segle xx, confegint un estudi en tres volums, i a més van fer una important antologia de textos que des del 1985 s'ha reeditat i ampliat diverses vegades.
Així doncs, es plantegen dues línies d'investigació interessants:
1. La relació que existeix entre el gènere social i el gènere literari; en la tradició anglesa, la revisió feminista del cànon literari demostra que les dones amb prou feines han escrit èpica, pastoral o tragèdia, gèneres literaris que han ocupat un lloc central dins del cànon masculí.
2. L'ampliació del concepte d'alló que es considera literatura per tal d'incloure-hi altres tipus de textos que han escrit les dones, com ara cartes, articles periodístics, manifestos, pamflets, textos bilingues, històries de tradició oral, autobiografies, etc.

Les dones, històricament en l'esfera privada, han escrit moltes cartes i diaris; aquest material considerat com a "íntim" està entrant a formar part de la història literària. El seu estudi permet descobrir i assimilar l'experiència i la concepció del món femenines, que fins fa molt poc havien estat restringides a la marginalitat. Incorporar aquests textos a la tradició d'escriptura femenina implica qüestionar el concepte de gènere literari tal com s'havia entès fins ara.
Un exemple en el cas d'autores catalanes, de com el material íntim ha passat a formar part de la història de la literatura catalana seria l'estudi dels llibres de viatges i les memòries d'Aurora Bertrana. Un altre tema interessant d'estudi seria les connexions entre les novel·listes que escrivien a Catalunya als anys trenta del segle XX com Rosa M. Arquimbau, Aurora Bertrana, Anna Murià, M. Teresa Vernet, i Mercè Rodoreda.
Destacar la tasca de l'Editorial La Sal en la seva col·lecció Clàssiques Catalanes, per l'esforç de posar a l'abast del públic les obres d'escriptores catalanes. També és molt significativa la iniciativa d'Eulalia LLedó i Mercé Otero d'elaborar materials pedagògics, amb el seus Quaderns pedagògics per a la Coeducació de la Universitat Autònoma de Barcelona.

### Concepte de cànon a debat
La revisió del cànon tradicional androcèntric per part de la crítica feminista, proposa desafiar el criteris que l'han constituïda. Llegir és una activitat altament socialitzada, la qual cosa té una implicació en els processos de la formació del cànon i en la atribució del valor estètic. És molt important la relació entre què llegim i com hem après a llegir-ho.
Cal destacar la postura de la crítica feminista i marxista, Lillian S. Robinson que entén que la literatura escrita per dones no ha de quedar com un element autònom: la tradició d'escriptura femenina que recentment s'ha recuperat ha d'afectar el conjunt de la història cultural. En una literatura nacional, els llibres escrits per dones existeixen al costat del escrits per homes; si el cànon és el compendi de les obres que s'haurien de llegir, és important posar les signatures masculina i femenina de costat. L'objectiu últim d'aquesta nova manera de considerar la literatura és que els canvis culturals puguin originar canvis socials.
Annette Kolodny, també fa una aportació interessant quan proposa superar aquest "camp de mines", aquesta ambivalència en la crítica literària feminista, que d'una banda impulsa a desafiar l'autoritat del cànon establert i, d'altra, a justificar la gran qualitat estètica de la tradició literària femenina per tal d'adaptar-la a aquests criteris tradicionals que anteriorment s'han desafiat.
Aquesta autora proposa una revisió continuada del supòsits teòrics de la crítica literària feminista, alhora que fa una crida al pluralisme en la interpretació literària feminista; lectures diferents d'un mateix text poden ser útils per raons diferents. Per ella allò que dona força al moviment feminista és l'atenció i la preocupació per la manera com s'ha codificat la dona en la tradició literària. A més, aquest pluralisme es troba en relació directa amb l'acció social real que pot portar a terme el feminisme.

## Temes d'estudi
La crítica feminista aborda en primer lloc com es construeix el discurs de dominació de la dona o de la diferència entre gèneres a la literatura, estudiant com les diferents obres i autors basteixen arquetips que perpetuen les desigualtats, com ara la donzella en perill, on la dona és només una princesa o dama que necessita que l'heroi masculí la rescati i es converteix en una espècie de trofeu per a l'aventurer. La literatura esdevé, doncs, una prova de l'estructuració patriarcal però alhora contribueix a mantenir-la fent interioritzar als lectors els rols considerats naturals o convenients per a cada sexe.
Un segon focus d'atenció és la literatura escrita per dones, que ha estat menystinguda pel cànon tradicional per la misogínia general de la societat. Així, reivindica la vàlua de les obres de diverses escriptores de la història i la seva particular cosmovisió, diferent a la dels homes. Inclou igualment l'anàlisi de les obres feministes, estiguin escrites per homes o per dones, per intentar usar la literatura com a eina d'educació o conscienciació de la discriminació de gènere. Aquesta àrea d'estudi també és coneguda amb el nom de Ginocriticisme i vol establir un cànon alternatiu on figurin els noms de les autores esborrades de la història de la literatura de manera deliberada. Té connexions amb la crítica feminista de l'art i la històries de les dones, que busquen invertir el procés d'invisibilització de la dona reivindicant les aportacions d'aquestes al progrés humà.
Un altre tema rellevant és la percepció femenina dels símbols o significats de les obres literàries. S'argumenta que la crítica tradicional ha imposat una lectura canònica dels llibres, basada en la percepció masculina del món, sense tenir en compte altres possibles interpretacions dels textos en funció de valors o mirades des del món de la dona. La configuració dels personatges i les seves relacions, el paper dels sentiments, els temes de la maternitat o l'amor canvien en funció de l'òptica adoptada per a la lectura.

## Metodologia
La crítica feminista utilitza mètodes de la semiòtica i la teoria d'anàlisi del discurs per augmentar la pluralitat de significació dels mots. Igualment recorre a la psicoanàlisi per fer emergir símbols ocults en les obres. S'analitza el context de creació de les obres i com la repressió de la dona ha pogut influir en l'escriptura o difusió de determinats escrits, usant elements de la història social. A partir d'aquests corrents heterogenis, es busca establir una nova lectura de les obres literàries, una nova crítica.